# Vila Maumeta
Vila Maumeta é a capital administrativa do município de Ataúro em Timor-Leste, a cidade localiza-se na porção leste da ilha de Ataúro. Vila Maumeta tornou-se a capital do município de Ataúro, quando a ilha foi elevada à categoria de município ao desmembrar-se da capital Díli em 1 de janeiro de 2022.